# منتخب هونغ كونغ تحت 20 سنة لكرة القدم
منتخب هونغ كونغ تحت 20 سنة لكرة القدم (بالإنجليزية: Hong Kong national under-20 football team) هو ممثل هونغ كونغ الرسمي في المنافسات الدولية في كرة القدم في فئة كرة قدم تحت 20 سنة للرجال، يديريه اتحاد هونغ كونغ لكرة القدم.